# レジニャーノ・デ・バーニ
レジニャーノ・デ・バーニ（伊: Lesignano de' Bagni）は、イタリア共和国エミリア＝ロマーニャ州パルマ県にある、人口約5,100人の基礎自治体（コムーネ）。

## 地理

### 位置・広がり

#### 隣接コムーネ
隣接するコムーネは以下の通り。
- ランギラーノ
- ネヴィアーノ・デッリアルドゥイーニ
- パルマ
- トラヴェルセートロ

### 気候分類・地震分類
レジニャーノ・デ・バーニにおけるイタリアの気候分類 (it) および度日は、zona E, 2780 GGである。
また、イタリアの地震リスク階級 (it) では、zona 3 (sismicità bassa) に分類される。

## 行政

### 分離集落
レジニャーノ・デ・バーニには以下の分離集落（フラツィオーネ）がある。
- Bassa, Caseificio, Cavirano, Costa, Faviano di Sopra, Faviano di Sotto, Fienile, Fossola, La Porta, Masdone, Monti Vitali, Mulazzano Monte, Mulazzano Ponte, Rivalta, Saliceto, San Michele Cavana, Santa Maria del Piano, Stadirano, Tassara

## 姉妹都市
- Chaponost、フランス 2008年